# Тес-Хем
Тес-Хем (монг. Тэс, монг. Тэсийн гол) — река в Монголии и на юге Республики Тыва, принадлежит бассейну Убсу-Нур. Является основной питающей рекой озера Убсу-Нур
Длина реки составляет 757 км. Площадь бассейна составляет 30 900 км², а расход воды в Самагалтае 56 м³/с. Почти на всём своём протяжении пролегает через засушливую степную зону.

## Течение

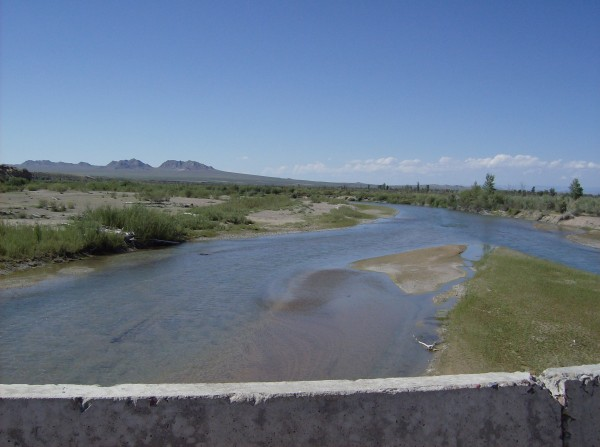
Мост через Тес-Хем между Самагалтаем и Ак-Эриком в Тыве

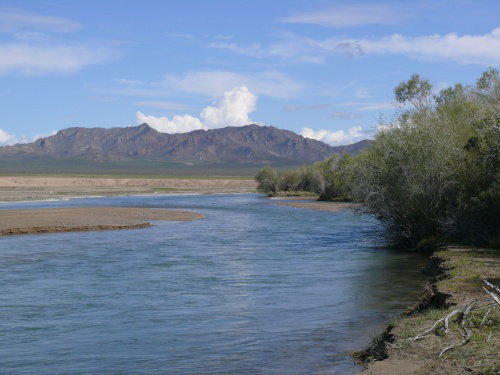
Тэсийн-Гол в районе центра сомона Цэцэрлэг аймака Хувсгел

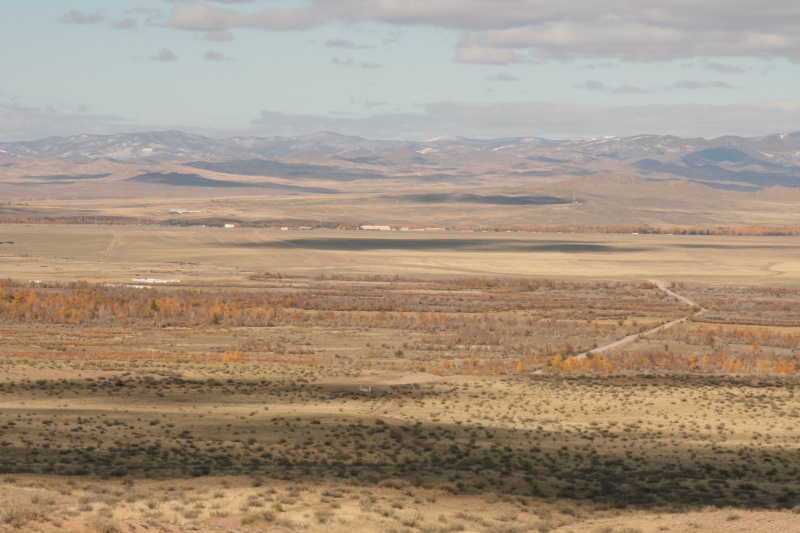
Долина Тес-Хема в Тыве

Протекает преимущественно по северной части Котловины Больших Озёр — Убсунурской котловине.
Тэсийн-Гол берёт начало в урочище Шавар-Туру от слияния своего основного истока Уджигийн-Гол, берущего начало на вершине 2593 хребта Булнай-Нуру с рекой Дзалагийн-Гол, берущей начало непосредственно в урочище Шавар-Туру рядом с озером Гандан-Нур. Перед выходом из урочища Тэсийн-Гол сливается ещё с реками Асгатын-Гол и Элэтийн-Гол. После первого узкого горного ущелья река оказывается вновь в урочище и сливается с Джарантайн-Гол, Хара-Ус-Гол. В устье Буря-Гол находится сумон Цэцэрлэг (Хувсгел). Ниже происходит слияние с крупным правым притоком Шаварыг-Гол, ещё ниже правые Хосын-Гол, Дзайгал-Гол. В районе слияния с крупным правым Хачигийн-Гол (последний приток на территории Монголии) находится центр сомона Баян-Ула. Все притоки — правые и берут начало с хребтов Саянской группы. В 44 км западнее находится центр сомона Тэс, после чего река сворачивает на север и уходит на территорию России, ограничивая с востока пески Цугэр-Элис, относящиеся к биосферному заповеднику Убсунурская котловина. В Тыве река сливается с крупным правым притоком Эрзин, берущим начало на нагорье Сангилен. На реке и притоках в республике находятся населённые пункты Цаган-Толгой (таможенный переход), Бай-Даг, Эрзин, Самагалтай, Ак-Эрик и Шара-Сур (внутренний таможенный пункт пропуска). Западнее Эрзина за песками Цугэр-Элс находится озеро Торе-Холь, образованное подпруживанием бывшего притока Тес-Хема. После Шара-Сур река оказывается на территории Монголии. Начинается протяжённая обширная заболоченная дельта. В урочище Бошигтын-Увдег река впадает в озеро Убсу-Нур.
Ширина русла реки обычно 40—120 м. Летние дождевые паводки; зимой замерзает. В долине Тэс-Хема — тугайные леса и заросли кустарника, дельта покрыта тростником.
В бассейне реки располагается большая часть Эрзинского кожууна и весь Тес-Хемский кожуун Тывы.